# Giulio Macchi
Giulio Macchi est un réalisateur italien né le 1er octobre 1918 à Cantù et mort le 28 mars 2009  à Rome.

## Filmographie
- 1951 : Viaggio sentimentale a Roma
- 1954 : Indes fabuleuses (India favolosa) (documentaire)
- 1956 : Scandale à Milan (Difendo il mio amore)
- 1961 : Les femmes accusent (Le italiane e l'amore)
- 1963 : I misteri di Roma (documentaire)
- 1964 : Roberto Rossellini: appunti biografici (documentaire)